# Michael Arnold (Bildhauer)

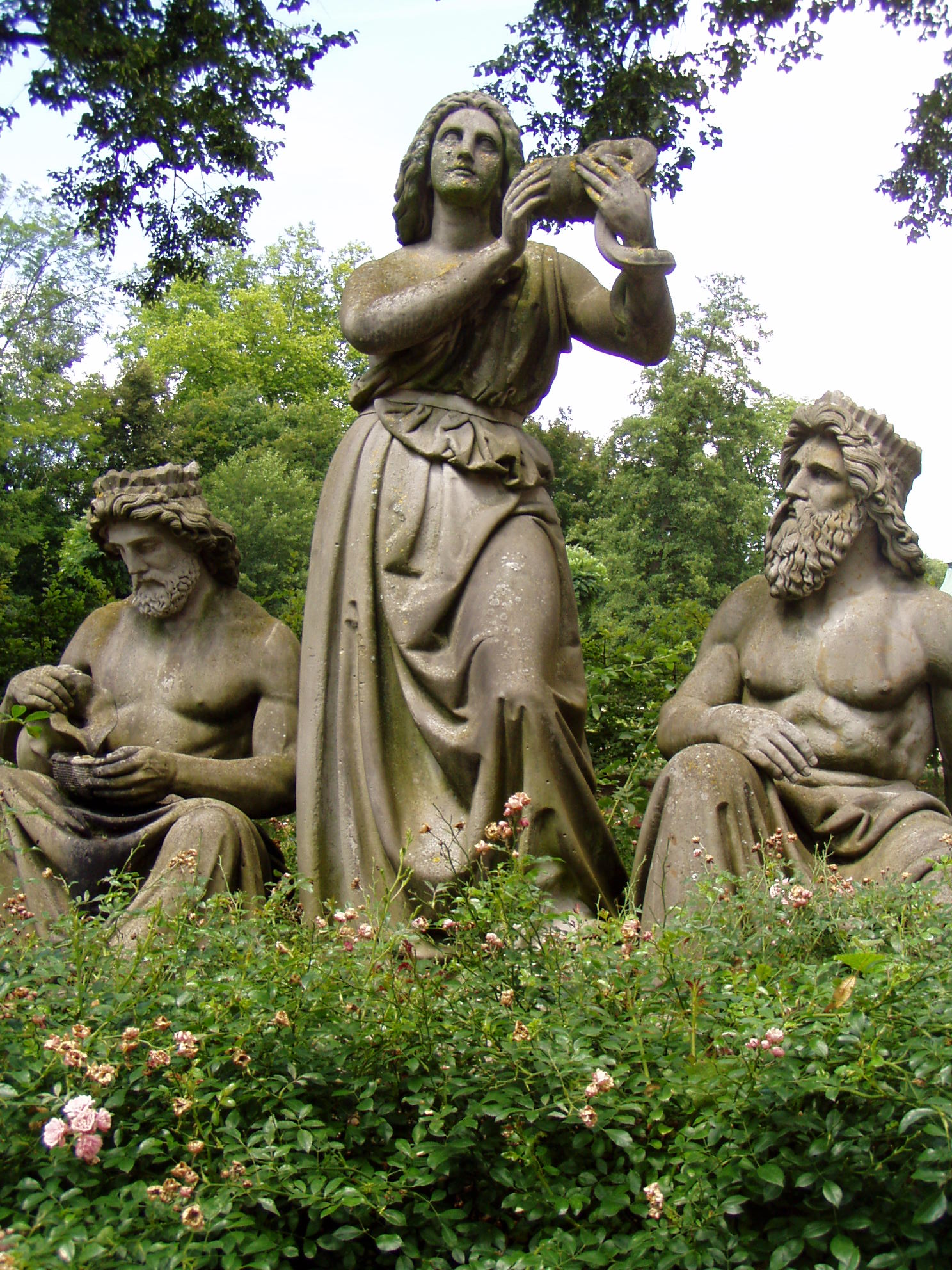
„Hygieia mit Rákóczi und Pandur“ (Lindesmühlpromenade, Bad Kissingen) (1857)

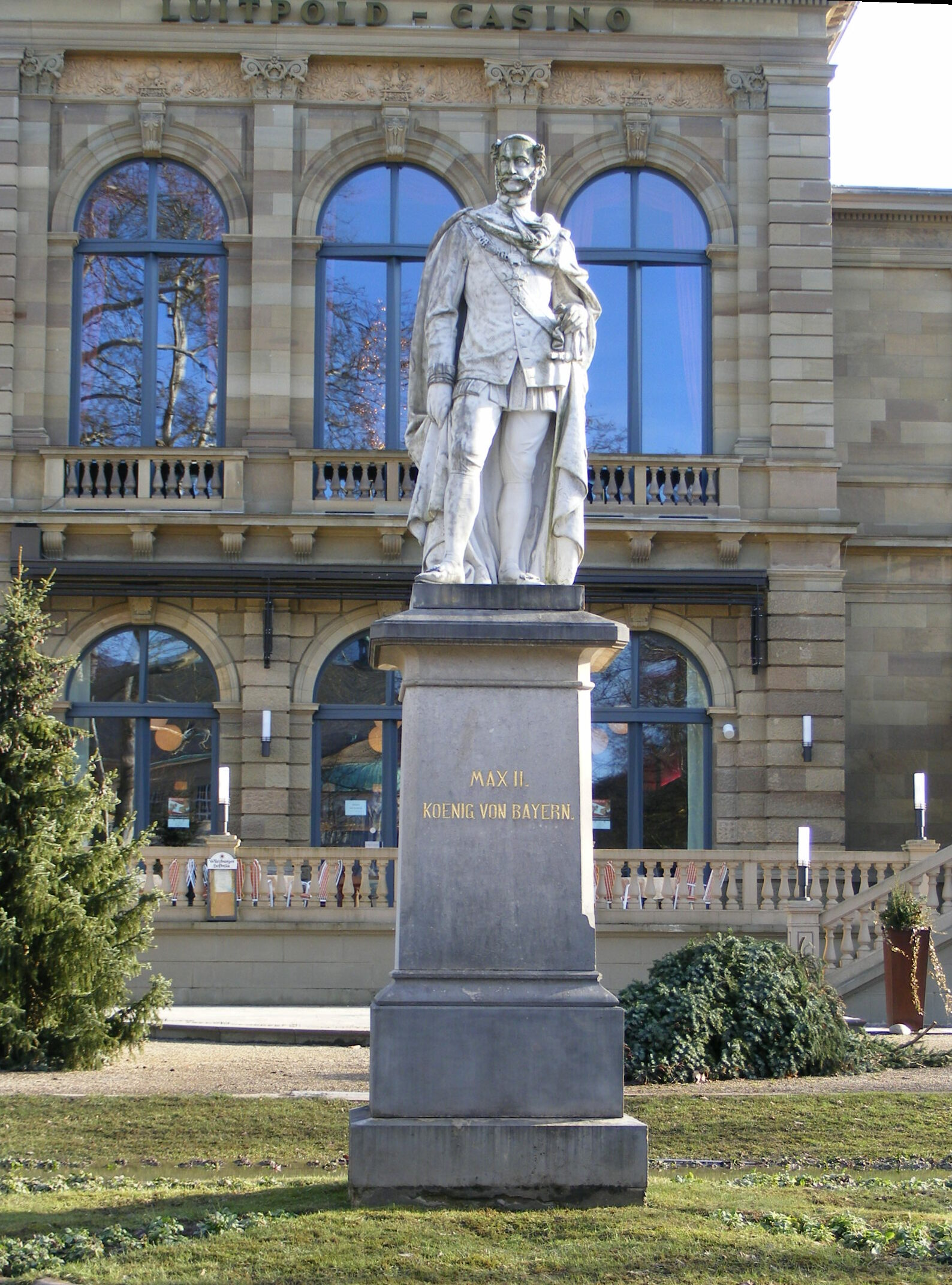
Statue von Maximilian II. Joseph vor dem Bad Kissinger Spielcasino (1865)

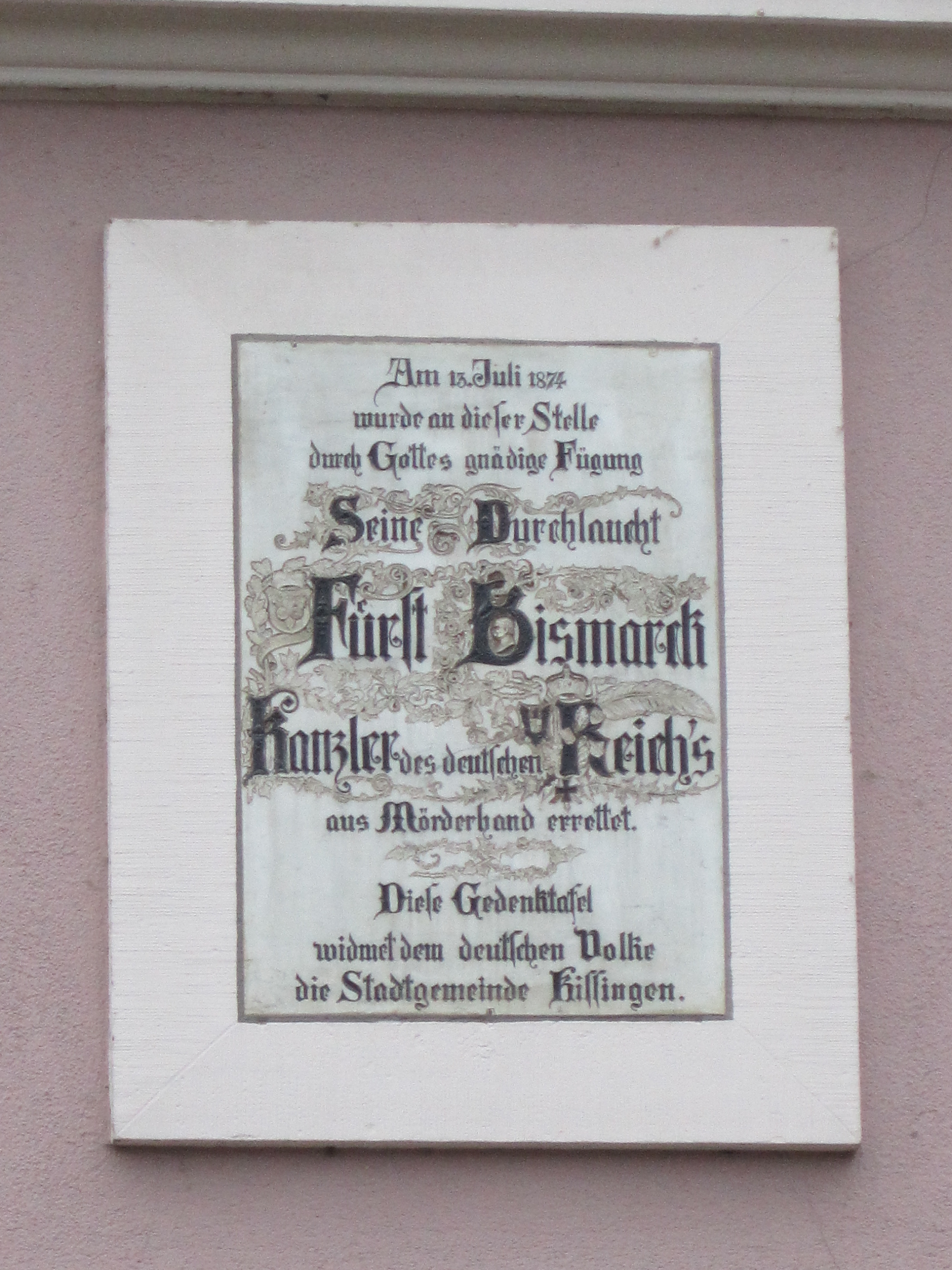
Bismarck-Gedenktafel (1874).

Michael Arnold (* 29. April 1824 in Aschaffenburg; † 26. Oktober 1877 in Bad Bocklet) war ein deutscher Bildhauer, Maler und Grafiker.
Arnold wirkte als Bildhauer in Bad Kissingen (Unterfranken) und erhielt Aufträge aus ganz Deutschland. Er arbeitete im Stil des späten Klassizismus. Zu seinen Schülern gehörten Valentin Weidner, ein vielbeschäftigter Bildhauer von allerdings nur regionaler Bedeutung, der Würzburger Bildhauer Arthur Schleglmünig (1864–1956), der aus dem Taubertal stammende Clemens Buscher sowie der spätere Münchner Akademieprofessor Balthasar Schmitt, der vor und nach dem Ersten Weltkrieg zahlreiche Kunstwerke vor allem in Süddeutschland schuf.

## Leben
Michael Arnold wurde als Sohn des am 4. März 1798 in Iphofen geborenen Gymnasialprofessors Valentin Arnold und der am 8. Juli 1792 in Bamberg geborenen Maria Magdalena Keller geboren.
Nach einer Tätigkeit des Vaters am Johann-Philipp-von-Schönborn-Gymnasium in Münnerstadt von 1828 bis 1829 wurde dieser nach Bamberg versetzt, wo Michael Arnolds Geschwister Barbara Arnold (* 5. Dezember 1831) und Johann Baptist Arnold (* 21. April 1835) zur Welt kamen. In Bamberg begann Michael Arnold eine Lehre beim Bildhauer Adam Joseph Schäfer (1798–1871).
Obgleich zwei Versuche Arnolds, in der Akademie der Bildenden Künste München als Student aufgenommen zu werden, scheiterten, machte er die Bekanntschaft von Ludwig Schwanthaler, der einige Skizzen Arnolds korrigierte.
Arnolds erster Auftrag als Bildhauer war die Schaffung des Veteranendenkmals in Mannheim, wo er von 1843 bis 1849 lebte. Möglicherweise aus Furcht vor Repressalien wegen seiner Sympathie für die Revolution von 1848/49 zog Arnold im Jahr 1849 nach Münnerstadt; im selben Jahr wurde sein Vater erneut an das dortige Gymnasium versetzt. Michael Arnolds Familie war bereits ein Jahr vorher wegen des Eintritts von Bruder Johann Baptist Arnold in das Münnerstädter Gymnasium in den Ort gezogen. Michael Arnold selbst wurde im Winter 1849 provisorischer Zeichenlehrer am Gymnasium; offiziell wurde ihm durch ein Regierungsreskript vom 16. August 1850 der »Zeichnungsunterricht in widerruflicher Weise überlassen«. Während seiner Lehrtätigkeit in Münnerstadt nahm Arnold auch weiterhin Bildhauerarbeiten wahr; so entstanden beispielsweise der Kreuzweg in Thundorf in Unterfranken und die Hausmadonna am Münnerstädter Julius-Spital.
Im Jahr 1853 wurde Michael Arnold Leiter der neu entstandenen Kissinger Zeichenschule. Ein Jahr später richtete Arnold nahe der Kissinger Marienkapelle ein Künstleratelier für seine Arbeit ein, in dessen Anwesen er auch als Kurhalter tätig war. Im Jahr 1855 folgten die Aufgabe der Münnerstädter Lehrerstelle und der Umzug nach Bad Kissingen; Arnolds Nachfolger in Münnerstadt wurde der Bildhauer Ignaz Bals. Vollbürger der Stadt wurde Arnold am 25. Juni 1861 mit Ausstellung eines Leumunds- und Vermögens-Zeugnisses durch den Pflegschaftsrat Kissingen unter dem Vorsitz des Kissinger Stadtpfarrers Joseph Gutbrod.
Während der Schlacht bei Kissingen am 10. Juli 1866 im Rahmen des Deutschen Krieges zogen preußische Soldaten an der Marienkapelle und damit auch an Arnolds Künstleratelier vorbei; auf Befehl des preußischen Offiziers wurden Arnolds Werke von der Zerstörung verschont. Ein Baugesuch Arnolds sowie eine Aufforderung des Kissinger Magistrats vom 27. August 1869, einen Grundrissplan und Erklärungen seiner Nachbarn nachzureichen, lassen auf Pläne Arnolds zum Umbau oder zur Erweiterung seines Ateliers schließen; der Ausgang dieses Vorganges ist jedoch unbekannt. Später wurde das Atelier von Arnolds Schüler Valentin Weidner übernommen.
Arnolds ersten Auftrag in Bad Kissingen stellte die Errichtung eines Grabmals für den 1854 verstorbenen Stadtgemeindevorsteher Donat Fuß dar. Gefördert vom bayerischen König Maximilian II. Joseph, unternahm Arnold Studienreisen nach Rom (1857) und nach Paris und London (1858). Von 1869 bis 1870 folgte eine zweite Reise nach Rom.
Am 2. Oktober 1861 heiratete Michael Arnold die Oberappelationsgerichtsrats- und Rittergutsbesitzertochter Amalia Wedemayer (* 21. September 1821 in Celle); die Trauung fand in Hildesheim unter Domkaplan Recke statt. Am 18. Februar 1875 erwarb das Ehepaar Arnold in Bad Bocklet für 1.200 Gulden von der verwitweten Regina Morck das 1864 erbaute Anwesen Bocklet Nr. 10 mit den Grundstücken Fl. Nr. 10, die spätere „Villa Arnold“.
Daneben mietete Arnold wegen mehrerer größerer Aufträge sogar für einige Monate eine Wohnung in Würzburg. In dieser Zeit wurde Arthur Schleglmünig sein Schüler. Später kamen Valentin Weidner (1874) und Balthasar Schmitt (1877; kurz vor Arnolds Tod) als Schüler hinzu.
Am 26. Oktober 1877 verstarb der nach Aussage von Balthasar Schmitt schon immer kränkliche Michael Arnold kinderlos. Die Anwesenheit des in Würzburg wohnhaften Bruders Johann Baptist Arnold, der den Todesfall dem Standesamt Bocklet meldete, lässt eine kurze Krankheit des Bildhauers vor seinem Tod vermuten. Valentin Weidner schuf das Grabmal für Michael Arnold; im Jahr 1899 erstellte Balthasar Schmitt das „Reliefportrait en profil“. Johann Baptist Arnolds Sohn, Reg.-Assessor Philipp Arnold, übergab Michael Arnolds Nachlass, der Modelle des Bildhauers beinhaltete, an die Stadt Bad Kissingen.

## Nachlass
Nach Begutachtung durch Magistratsrat Gayde und auf seine Empfehlung vom 4. Juli 1910 bewarb sich die Stadt Bad Kissingen um Arnolds Nachlass, um Bad Neustadt an der Saale, das sich ebenfalls um die Exponate beworben hatte, zuvorzukommen.
Zur Verwirklichung der Ausstellung von Arnolds Sammlung, von der man sich eine erhöhte Kurwirksamkeit versprach, entstand ein „Verein zur Schaffung eines historischen Museums“. Erste Pläne, den Nachlass im städtischen Anwesen Salinenstraße 4 unterzubringen, scheiterten; stattdessen wurde er in die alte Synagoge in der Bachstraße gebracht, deren Funktion nun von der neu erbauten Neuen Synagoge übernommen wurde. Die Kosten erhöhten sich von durch Stadtbaumeister Hußlein ursprünglich angesetzten 486 Mark auf 2.500 Mark; der Antrag auf einen Zuschuss über 1.000 Mark durch das Badkommissariat scheiterte.
Am 25. Februar bzw. 4. März 1911 wurde ein Vertrag zwischen Reg.-Assessor Dr. Philipp Arnold und der Stadt Bad Kissingen geschlossen, in dessen Rahmen dieser Arnolds Sammlung kostenlos der Stadt Bad Kissingen überließ, die sich im Gegenzug zur Ausstellung in der mit Auftrag vom 16. Dezember 1910 sanierten alten Synagoge und permanenten Aufbewahrung verpflichtete.
Das Stadtmuseum mit der Arnold-Ausstellung konnte am 23. April 1911 eröffnet werden. Arnold-Schüler Balthasar Schmitt wurde mit der Betreuung der Exponate betraut. Am 22. April, dem Vortag der Eröffnung, veröffentlichte die lokale „Saale-Zeitung“ einen Aufruf an die Kissinger Bürger, dem Museum Informationsmaterial für die Arnold-Ausstellung zukommen zu lassen.
Eine Wende bedeutete das Jahr 1927, als der Stadtrat nach dem Bau des heutigen Bad Kissinger Schlachthofs den Abriss des neben der alten Synagoge befindlichen alten Schlachthauses beschloss. Dieses Vorhaben erforderte einen Durchbruch zwischen Bachgasse und Theresienstraße durch den Standort der alten Synagoge. Der Beschluss des Stadtrates zur Ausführung des Durchbruchs fiel am 7. Oktober 1927. Laut Bürgermeister Max Pollwein seien die Exponate nur Leihgaben, da diese nach Aussage von Balthasar Schmitt bei der Übergabe einer Vertragsabschrift an Pollwein aus Michael Arnolds Sammlung stammten und sich damit in dessen Eigentum befänden.
Trotz des Vorschlags von Dr. Philipp Arnold, die Exponate nach Würzburg in das Martin von Wagner Museum oder in das Luitpold-Museum zu verbringen, und von Stadtbaumeister Hußlein, diese auf die Obere Saline und den Speicher des neuen Schlachthofes zu verteilen, wies der Stadtrat Studiendirektor Hess an, die Exponate im neuen Verwahrungsraum aufzustellen; eine Verwendung für schulische Zwecke wurde ausgeschlossen.
Stadtbaumeister Hörold und Studiendirektor Hess hielten Arnolds Schaffen für veraltet und sprachen ihm jeglichen kunstgeschichtlichen Wert ab. Ein Gutachten des Würzburger Fritz Knapp, dem Inhaber des Lehrstuhls für Kunstgeschichte an der Würzburger Julius-Maximilians-Universität Würzburg und Leiter des Martin-von-Wagner-Museums, bildete die Grundlage für die Vernichtung der Stücke. Nach dem Appell von Balthasar Schmitt, zumindest einen Teil des Nachlasses zu retten, wurden einige durch Schmitt ausgesuchte Modelle in der Oberen Saline untergebracht, während Modelle für religiöse Werke an die Diözese gingen und der Rest im Schlachthof untergebracht wurde; Entwurfszeichnungen wurden in der Realschule verwahrt. Zerstört wurde hingegen das Modell für die Statue von König Maximilian II. Joseph.
Die Ratsprotokolle geben nur bis zu dem Jahr 1928 Auskunft über den Vorgang, so dass ungeklärt ist, was nach dieser Zeit mit den restlichen Gipsmodellen geschah.

## Werke (Auswahl)
- 1850/51: Kreuzweg in Burglauer
- 1851: Kreuzweg (Thundorf in Unterfranken)
- 1851: Taufstein in der St. Vitus-Kirche in Elfershausen, Ortsteil Langendorf
- 1857: Gesundheitsgöttin Hygeia mit den Heilquellen Rákóczi und Pandur an der Lindesmühl-Promenade in Bad Kissingen
- 1864: Kreuzweg an der Friedhofsmauer der Pfarrkirche St. Georg Reimlingen
- 1864: Kreuzweg in Unterpleichfeld
- 1865: Denkmal des bayerischen Königs Maximilian II. vor dem Luitpold-Spielcasino im Bad Kissinger Kurpark
- 1866: Friedhofskreuz auf dem Aschacher Friedhof
- 1866: Zoller-Gedenkstein in Bad Kissingen, Stadtteil Winkels
- 1867: Gefallenengedenkstätte für 1866 in Bad Kissingen, Stadtteil Hausen
- 1869: Germania in Bad Kissingen
- 1873: Altar und Kanzeln in der St. Johannes der Täufer-Kirche in Euerdorf
- 1873: Altarbild in der St.-Laurentius-Kirche in Bad Kissingen, Stadtteil Reiterswiesen
- 1874: Gedenktafel für das Kissinger Bismarck-Attentat von 1874 (Adresse: Bismarckstraße 16)
- 1877: Wegkapelle mit Marienfigur in Bad Bocklet
- 1877: Marienfigur Maria Immaculata in Bad Kissingen, Stadtteil Garitz
- Figurengruppe von zwei Gnomen an den Wichtelhöhlen bei Bad Kissingen (gilt als verschollen)